# 常绿糙毛杜鹃
常绿糙毛杜鹃（学名：Rhododendron lepidostylum）为杜鹃花科杜鹃花属下的一个种。

## 扩展阅读
維基物種上的相關：常绿糙毛杜鹃